# Стадионная серия НХЛ 2019
Стадионная серия НХЛ 2019 (англ. 2019 NHL Stadium Series) — матч регулярного чемпионата НХЛ сезона 2018/2019 между командами «Филадельфия Флайерз» и «Питтсбург Пингвинз», который состоялся 23 февраля 2019 года на стадионе «Линкольн-файненшел-филд» в Филадельфии.

## Предыстория
О месте проведения и участниках матча было объявлено 20 ноября 2017 года.
Для «Флайерз» этот матч стал четвёртым на открытом воздухе, а для «Пингвинз» пятым. «Филадельфия Флайерз» и «Питтсбург Пингвинз» уже встречались в матче на открытом воздухе в 2017 году, в котором победу со счётом 4:2 одержали «пингвины».
Перед матчем «Филадельфия» провела в регулярном чемпионате 61 игру в которых одержала 28 побед, потерпела 33 поражения (7 из которых в овертаймах и по буллитам) и с 63 очками занимала 11-е место в Восточной конференции. «Питтсбург» также провёл 61 матч, одержал 32 победы, потерпел 29 поражений (7 в овертайме и по буллитам) и с 71 очком занимал 8-е место в Восточной конференции. 
Этот матч стал 3-м между «Флайерз» и «Пингвинз» в сезоне 2018/19. В предыдущих двух каждая из команд одержала по одной победе.

## Стадион
«Линкольн-файненшел-филд» является домашним стадионом для футбольной команды «Филадельфия Иглз», выступающей в НФЛ. Вместимость стадиона составляет 69 176 зрителей. 11 февраля 2019 года на стадионе стартовали работы по установке хоккейной площадки. Всего на матче присутствовало 69 620 зрителей.

## Матч

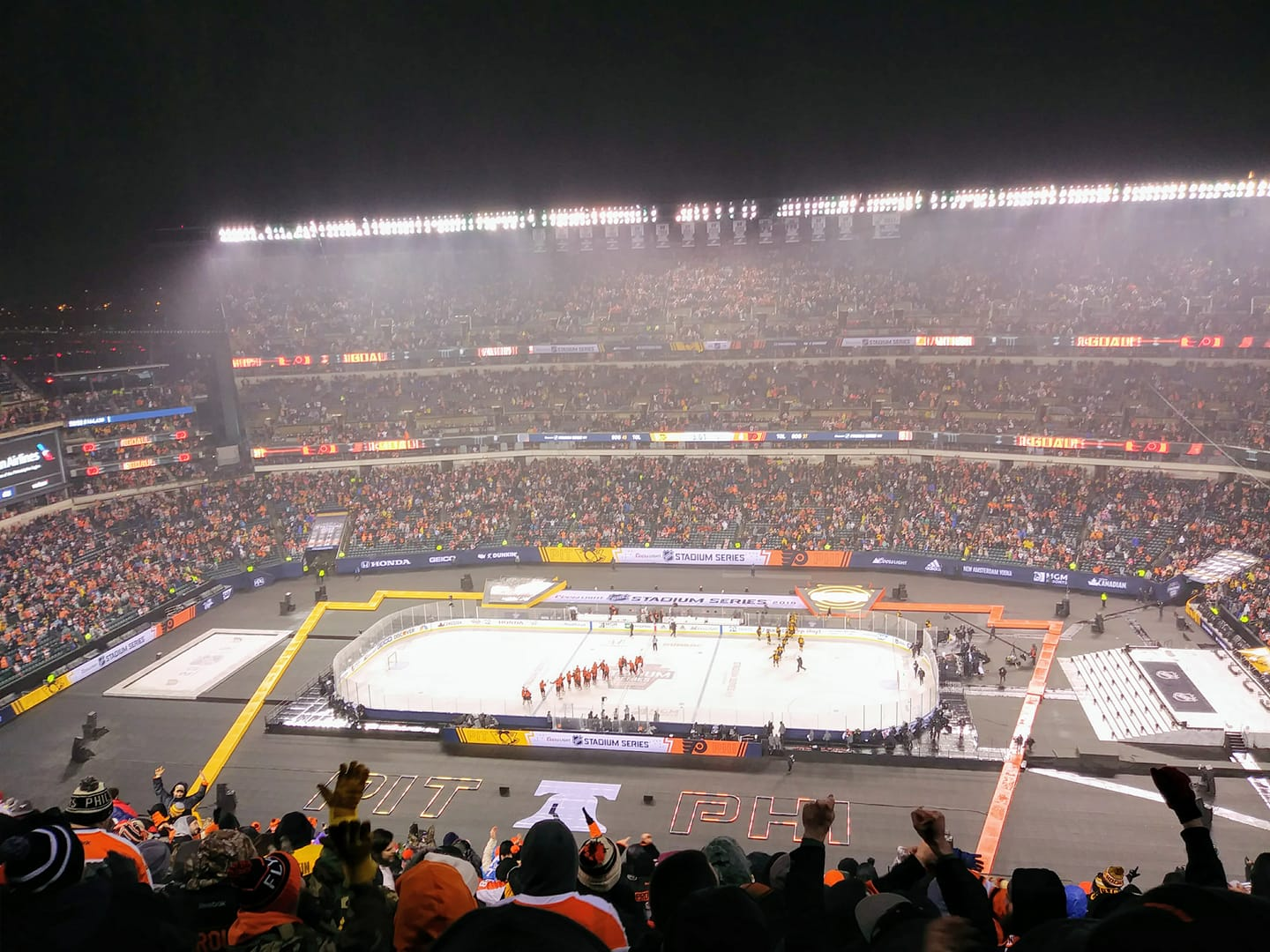
Матч «Стадионной серии 2019»

Счёт в матче был открыт на 8-й минуте 1-го периода, когда капитан «Питтсбурга» Сидни Кросби воспользовался потерей Якуба Ворачека в зоне хозяев и поразил ворота Брайана Эллиотта. Шон Кутюрье сравнял счёт в середине 1-го периода. На 31-й минуте матча Джастин Шульц снова вывел гостей вперёд, а Евгений Малкин упрочил преимущество, забив курьёзную шайбу в начале 3-го периода. Однако хоккеисты «Флайерз» реализовали большинство и сократили отставание в счёте до минимального, а за 20 секунд до финальной серены Якуб Ворачек сравнял счёт и матч перешёл в овертайм. На 2-й минуте дополнительного времени капитан «Филадельфии» Клод Журу поразил ворота Мэтта Мюррея и принёс победу своей команде в «пенсильванском дерби».

### Отчёт
| 23 февраля 2019 20:00 | Филадельфия Флайерз | 4 : 3 (ОТ) (1:1, 0:1, 2:1, 1:0) | Питтсбург Пингвинз | «Линкольн-файненшел-филд», Филадельфия Зрителей: 69 620 |

| Отчёт | Отчёт                                   | Отчёт | Отчёт       | Отчёт                                                                 |
| --- | --------------------------------------- | --- | ----------- | --------------------------------------------------------------------- |
| |                                         | |             |                                                                       |
| | Брайан Эллиотт                          | Вратари | Мэтт Мюррей | Судьи: Дэн О’Хэллоран Жан Эбер Линейные судьи: Трент Норр Марк Шевчик |
| | Голы:                                   | |             | Судьи: Дэн О’Хэллоран Жан Эбер Линейные судьи: Трент Норр Марк Шевчик |
| Шон Кутюрье — 12:06 (О. Линдблум, Я. Ворачек) Джеймс Ван Римсдайк (бол.) — 56:56 (Я. Ворачек, К. Жиру) Якуб Ворачек — 59:40 (Ш. Кутюрье) Клод Жиру — 61:59 (Н. Патрик, Т. Сэнхайм) | 0 : 1 : 1 1 : 2 1 : 3 2 : 3 3 : 3 4 : 3 | 07:59 — Сидни Кросби (К. Летанг) 30:01 — Джастин Шульц (С. Кросби, П. Хёрнквист) 46:29 — Евгений Малкин (Ф. Кессел, З. Астон-Риз) |             | Судьи: Дэн О’Хэллоран Жан Эбер Линейные судьи: Трент Норр Марк Шевчик |
| |                                         | |             | Судьи: Дэн О’Хэллоран Жан Эбер Линейные судьи: Трент Норр Марк Шевчик |
| |                                         | |             | Судьи: Дэн О’Хэллоран Жан Эбер Линейные судьи: Трент Норр Марк Шевчик |
| |                                         | |             | Судьи: Дэн О’Хэллоран Жан Эбер Линейные судьи: Трент Норр Марк Шевчик |
| 6 мин | Штраф                                   | 10 мин |             | Судьи: Дэн О’Хэллоран Жан Эбер Линейные судьи: Трент Норр Марк Шевчик |
| 1 (5) | Большинство                             | 0 (3) |             |                                                                       |
| | 37                                      | Броски | 43          |                                                                       |

### Три звезды матча
1. Якуб Ворачек («Филадельфия Флайерз») — 1 гол, 2 передачи;
2. Джастин Шульц («Питтсбург Пингвинз») — 1 гол;
3. Шон Кутюрье («Филадельфия Флайерз») — 1 гол, 1 передача.

### Составы команд
| Филадельфия Флайерз | Филадельфия Флайерз       | Филадельфия Флайерз | Филадельфия Флайерз |
| ------------------- | ------------------------- | ------------------- | ------------------- |
| Вратари             |                           |                     |                     |
| Номер               | Гражданство               | Имя                 |                     |
| 33                  | Канада                    | Кэм Тэлбот          |                     |
| 37                  | Канада                    | Брайан Эллиотт      |                     |
| Защитники           |                           |                     |                     |
| Номер               | Гражданство               | Имя                 |                     |
| 6                   | Канада                    | Трэвис Сэнхайм      |                     |
| 8                   | Швеция                    | Роберт Хегг         |                     |
| 9                   | Россия                    | Иван Проворов       |                     |
| 47                  | Канада                    | Эндрю Макдональд    |                     |
| 53                  | Соединённые Штаты Америки | Шейн Гостисбеер     |                     |
| 61                  | Канада                    | Филипп Майерс       |                     |
| Нападающие          |                           |                     |                     |
| Номер               | Гражданство               | Имя                 |                     |
| 11                  | Канада                    | Трэвис Конекни      |                     |
| 12                  | Австрия                   | Михаэль Раффль      |                     |
| 14                  | Канада                    | Шон Кутюрье         |                     |
| 17                  | Канада                    | Уэйн Симмондс       |                     |
| 19                  | Канада                    | Нолан Патрик        |                     |
| 21                  | Канада                    | Скотт Лоутон        |                     |
| 23                  | Швеция                    | Оскар Линдблум      |                     |
| 25                  | Соединённые Штаты Америки | Джеймс Ван Римсдайк |                     |
| 27                  | Соединённые Штаты Америки | Джастин Бэйли       |                     |
| 28                  | Канада                    | Клод Жиру — К       |                     |
| 44                  | Канада                    | Фил Варон           |                     |
| 93                  | Чехия                     | Якуб Ворачек        |                     |

| Питтсбург Пингвинз | Питтсбург Пингвинз        | Питтсбург Пингвинз | Питтсбург Пингвинз |
| ------------------ | ------------------------- | ------------------ | ------------------ |
| Вратари            |                           |                    |                    |
| Номер              | Гражданство               | Имя                |                    |
| 1                  | Соединённые Штаты Америки | Кейси Десмит       |                    |
| 30                 | Канада                    | Мэтт Мюррей        |                    |
| Защитники          |                           |                    |                    |
| Номер              | Гражданство               | Имя                |                    |
| 2                  | Соединённые Штаты Америки | Чад Руведел        |                    |
| 4                  | Канада                    | Джастин Шульц      |                    |
| 8                  | Соединённые Штаты Америки | Брайан Дюмулин     |                    |
| 28                 | Швеция                    | Маркус Петтерссон  |                    |
| 58                 | Канада                    | Крис Летанг        |                    |
| 73                 | Соединённые Штаты Америки | Джек Джонсон       |                    |
| Нападающие         |                           |                    |                    |
| Номер              | Гражданство               | Имя                |                    |
| 7                  | Соединённые Штаты Америки | Мэтт Каллен        |                    |
| 10                 | Канада                    | Гарретт Уилсон     |                    |
| 14                 | Канада                    | Таннер Пирсон      |                    |
| 17                 | Соединённые Штаты Америки | Брайан Раст        |                    |
| 19                 | Канада                    | Джаред Макканн     |                    |
| 27                 | Соединённые Штаты Америки | Ник Бьюгстад       |                    |
| 46                 | Соединённые Штаты Америки | Зак Астон-Риз      |                    |
| 59                 | Соединённые Штаты Америки | Джейк Генцел       |                    |
| 71                 | Россия                    | Евгений Малкин     |                    |
| 72                 | Швеция                    | Патрик Хёрнквист   |                    |
| 81                 | Соединённые Штаты Америки | Фил Кессел         |                    |
| 87                 | Канада                    | Сидни Кросби — К   |                    |